# Amanda Knox
Pour les articles homonymes, voir Knox.
Amanda Knox, née le 9 juillet 1987 est une autrice, militante et journaliste américaine. Elle est emprisonnée pendant près de quatre ans en Italie à la suite de sa condamnation en 2007 pour le meurtre de Meredith Kercher, une camarade d'un programme d'échange linguistique qui partageait son appartement. En 2015, la Cour suprême de cassation italienne a définitivement acquitté Knox et a estimé que l’enquête sur le meurtre avait connu « d’importantes défaillances ».

## Jeunesse
Amanda Marie Knox naît le 9 juillet 1987. Elle grandit à Seattle, dans l'État de Washington, avec trois jeunes sœurs. Elle a dix ans lorsque sa mère, Edda Mellas, d'origine allemande , professeure de mathématiques, et son père, Curt Knox, vice-président des finances du Macy's local, divorcent. Son beau-père, Chris Mellas, est consultant en technologies de l'information,.
Amanda Knox voyage pour la première fois en Italie lors de vacances familiales à l'âge de quinze ans. Au cours de ce premier voyage en Italie, elle visite Rome, Pise, la côte amalfitaine et les ruines de Pompéi. En lisant Sous le soleil de Toscane, qui lui a été offert par sa mère, l'intérêt d'Amanda pour le pays s'accroit.
Knox est diplômée de la Seattle Preparatory School depuis 2005 et part étudier la linguistique à l'Université de Washington. En 2007, elle est sur la liste du doyen à l'université. Des proches décrivent Knox à vingt ans comme extravertie mais imprudente. Son beau-père a de fortes réserves quant à son départ pour l'Italie cette année-là, car il estime qu'elle est encore trop naïve.

## Italie

### Meurtre de Meredith Kercher
Amanda Knox, âgée de vingt ans au moment du meurtre, appelle la police après être rentrée dans l'appartement qu'elle partage avec Meredith Kercher car elle trouve la porte de la chambre de cette dernière verrouillée et du sang dans la salle de bain. Amanda Knox avait passé la nuit avec son petit ami, Raffaele Sollecito. Au cours des interrogatoires de police qui ont suivi et dont le déroulement est controversé, Knox se serait impliquée elle-même et son employeur, Patrick Lumumba, dans le meurtre. Initialement, Knox, Sollecito et Lumumba sont tous arrêtés pour le meurtre de Kercher, mais Lumumba est rapidement libéré. Lors du premier procès, Knox et Sollecito sont reconnus coupables et condamnés respectivement à vingt-six et vingt-cinq ans de prison. Un jeune italien d'origine ivoirienne, Rudy Guede, est arrêté peu de temps après la découverte de ses empreintes digitales tachées de sang sur les affaires de Meredith Kercher. Il est ensuite reconnu coupable de meurtre lors d'un procès rapide à huis clos et est condamné à une peine de seize ans de prison.
Le 24 janvier 2019, la Cour européenne des droits de l'homme (CEDH) ordonne à l'Italie de verser  à Amanda Knox une indemnité de 18 400 euros pour ne lui avoir fourni ni avocat ni interprète compétent lors de sa première incarcération.

## Vie depuis le procès
Après son retour aux États-Unis, Amanda Knox finit son diplôme de linguistique et travaille sur ses mémoires. Sa famille a contracté de lourdes dettes à cause des années passées à la soutenir en Italie et s'est retrouvée insolvable. Le produit de la vente de ses mémoires Waiting to Be Heard: A Memoir sert à payer les frais des avocats italiens,. Knox est journaliste pour le West Seattle Herald de l'époque (maintenant le Westside Seattle) et participe à des événements du Innocence Project et d'autres organisations similaires. Dans une interview en 2017, Amanda Knox déclare qu'elle se consacre à l'écriture et à l'activisme pour les accusés à tort. Elle anime The Scarlet Letter Reports sur Facebook Watch, une série qui a examiné la « nature genrée de la honte publique ». Elle a également un podcast, The Truth About True Crime,. Elle participe à des conférences lors d'événements pour des organismes à but non lucratif, y compris le projet Innocence. En juin 2019, Knox retourne en Italie en tant que conférencière lors d'une conférence sur la justice pénale, où elle fait partie d'un panel intitulé « Trial by Media ».
À sa libération en 2021, Rudy Guede laisse entendre qu'Amanda Knox est impliquée dans le meurtre de Meredith, en déclarant à propos d'Amanda : « comme je vous le disais, [les preuves] confirment bien que d'autres personnes étaient présentes et que je n'ai pas infligé les blessures mortelles. Je sais la vérité et elle sait la vérité » (en anglais : As I told you, they say others were there and that I did not inflict the stab wounds. I know the truth and she knows the truth.).

## Publication
- (en) Amanda Knox, Waiting to be Heard: A Memoir, New York, New York: Harper, 2013 (ISBN 978-0-06-221722-6)

### Film de fiction dérivé de son histoire
En 2021, un film de fiction intitulé Stillwater, dérivé de l'histoire de Amanda Knox, est sorti. Amanda Knox a accusé l'acteur Matt Damon et le réalisateur Tom McCarthy d'avoir « piqué » et déformé son histoire pour l'utiliser dans son film sans son consentement au détriment de sa réputation.
Par ailleurs, la cinéaste française Justine Triet s'est dite « fascinée par l’affaire Amanda Knox » au point de souhaiter « aborder la question judiciaire dans ses moindres détails », ce qui l'a menée à réaliser le film Anatomie d'une chute, pour lequel elle a remporté la Palme d'or en 2023.